# Pomnik nagiego chłopca we Frankfurcie nad Odrą
Pomnik nagiego chłopca we Frankfurcie nad Odrą (niem. Nackter Junge) - stosunkowo młody pomnik we Frankfurcie nad Odrą autorstwa berlińskiego rzeźbiarza Wilfrieda Fitzenreitera (1932–2008), specjalizującego się w wykonywaniu popiersi oraz rzeźb nagich, ludzkich postaci.

## Opis
Monument ten został wykonany z brązu i znajduje się w zabytkowym Lennépark w ścisłym centrum miasta. Przedstawia nagiego, kilkuletniego chłopca podpartego o lewe biodro.
Pomnik znajduje się na półmetrowym, betonowym postumencie.